# Honda NR 750

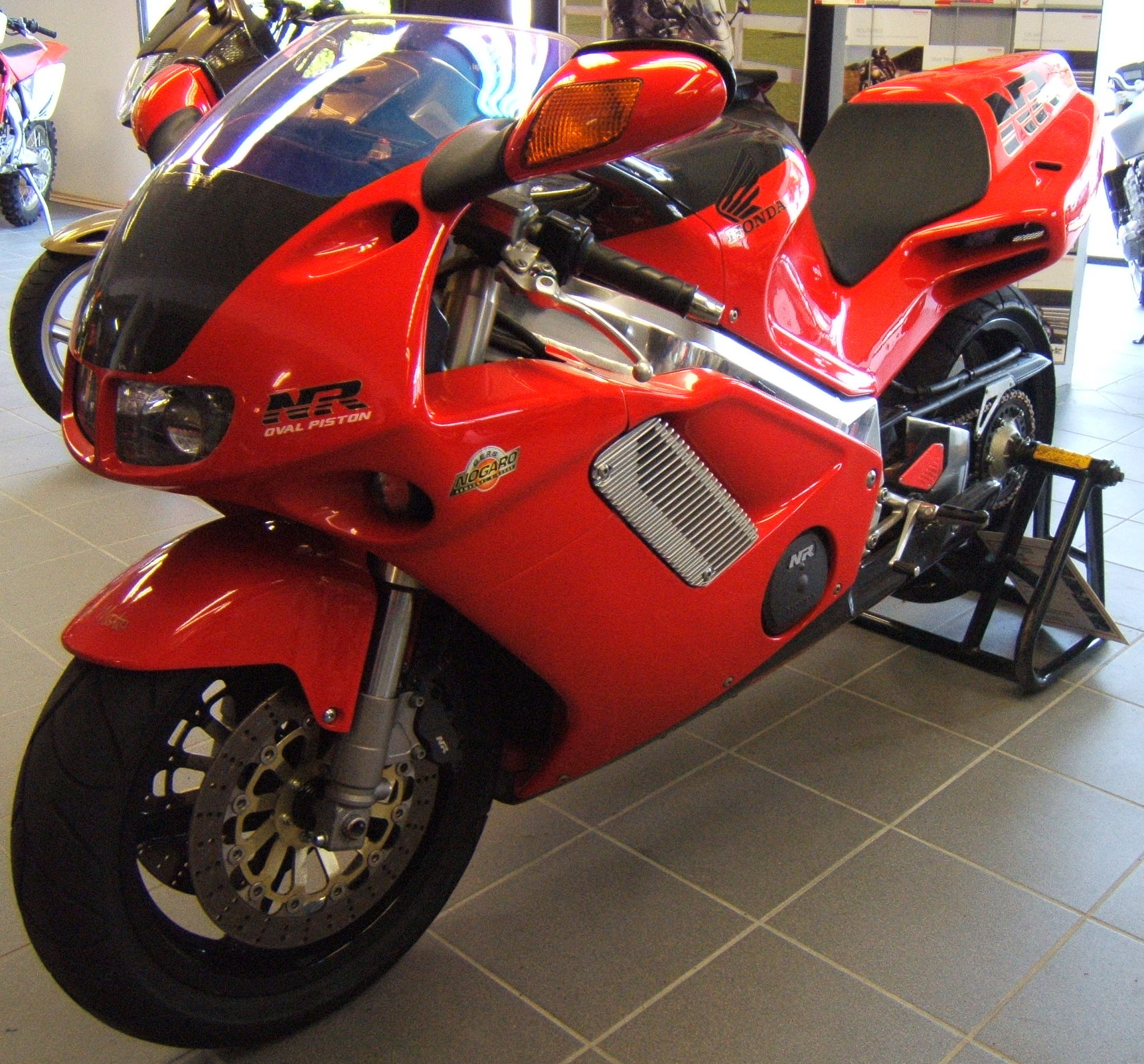
Honda NR 750

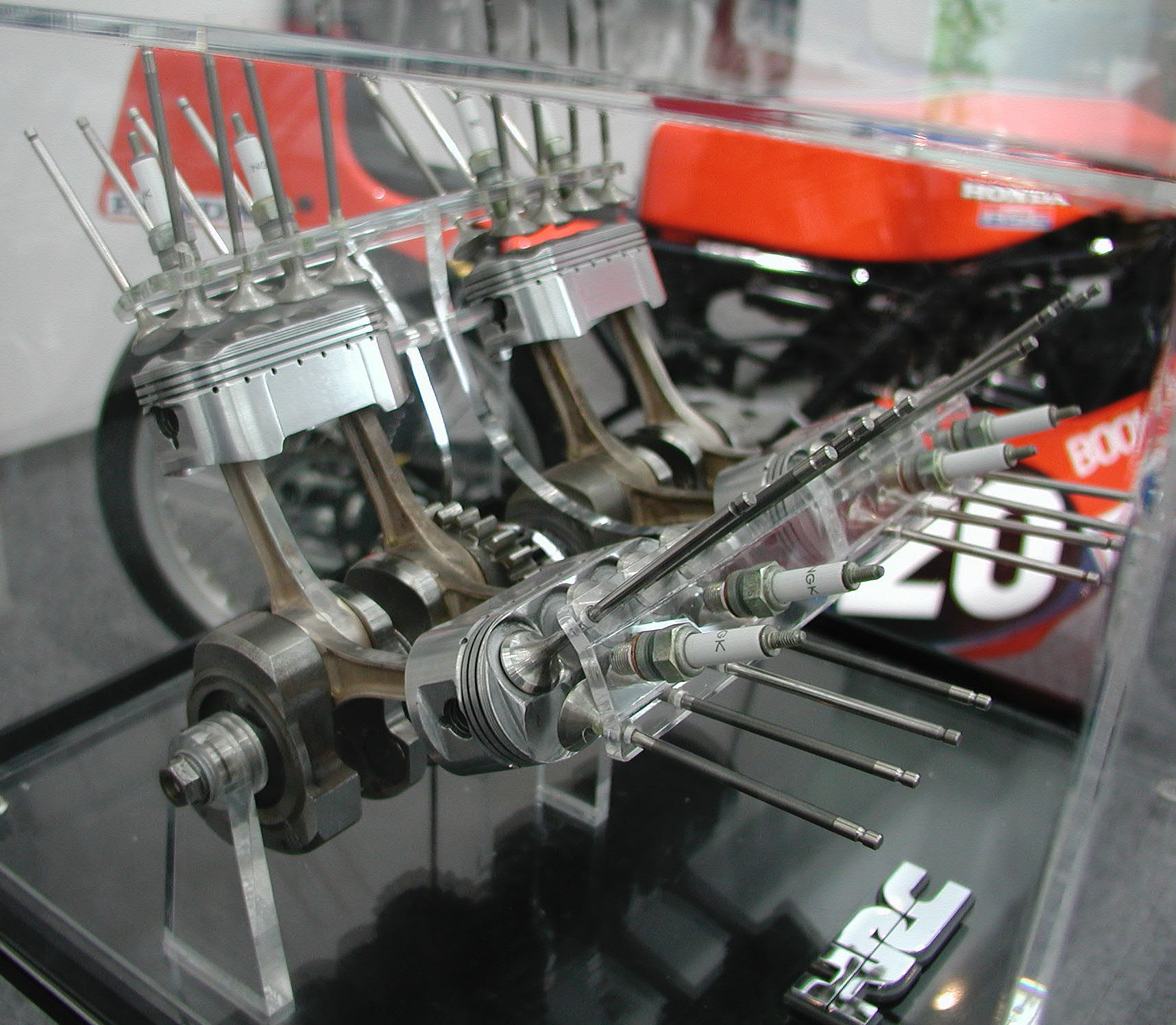
Kurbeltrieb des Honda-Ovalkolbenmotors

Die NR 750 ist ein Supersport-Motorrad mit sogenanntem Ovalkolbenmotor (a) des japanischen Motorradherstellers Honda. Im Laufe der Entwicklung wurden von Honda über 200 Patente angemeldet. 300 Stück wurden 1991 und 1992 zu einem Preis von seinerzeit 100.000 DM gebaut.

## Modellgeschichte
Die Vorgeschichte begann im Februar 1978 mit dem Grand-Prix-Modell Honda NR 500. Zu dieser Zeit stieg in der 500er-Klasse des Grand-Prix-Sports der Leistungsvorsprung der Zweitaktmotoren gegenüber den Viertaktmotoren immer mehr an. Da jeder Zylinder beim Zweitaktmotor pro Kurbelwellenumdrehung einmal zündet, beim Viertaktmotor jedoch nur bei jeder zweiten, hat ein Zweitakter doppelt so viele Arbeitstakte bei gleicher Drehzahl und so einen Vorteil bei der Literleistung gegenüber einem Viertakter. Honda konnte auch nicht die Nenndrehzahl seiner Motoren durch kleinere, aber dafür mehr Zylinder erhöhen, weil die Zylinderzahl im Reglement auf vier begrenzt war. Deshalb entwarfen die Honda-Ingenieure den sogenannten Ovalkolbenmotor. Es wurden sozusagen zwei Zylinder zu einem mit dem Querschnitt eines Langlochs verschmolzen. Die leicht gewölbte Form der Kolbenlängsseite (Superellipse) ermöglichte einen ausreichenden Anpressdruck der Kolbenringe, womit das Problem der Kolbenringabdichtung befriedigend gelöst wurde. Er hatte acht Ventile und zwei Zündkerzen pro Brennraum. Das ermöglichte den gewünschten kurzen Hub mit hoher Maximaldrehzahl. Trotz einer Leistung von 115 PS bei 17.500/min war sie der Konkurrenz mit den Zweitakt-Motoren unterlegen.
Einen neuen Versuch unternahm Honda 1987 mit der weiterentwickelten NR 750 beim Langstreckenrennen in Le Mans. Mit fast 160 PS bei 15.500/min war sie ihrer Konkurrenz (ca. 130 PS) überlegen und erreichte damit den zweiten Startplatz. Im Rennen schied sie durch einen Defekt aus, konnte aber die Überlegenheit des Konzepts demonstrieren. Kurz darauf wurden Ovalkolbenmotoren von der FIM verboten.
Die aus der 750er-Rennversion entstandene straßentaugliche NR 750 hatte in der Serienfertigung noch 125 PS bei 14.000/min und ein Gewicht von 230 kg. Trotz ihres Werkskürzels RC40 ist es eher ein Sporttourer als eine Rennmaschine.

## Technik
Motor

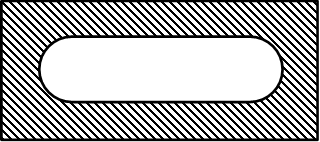
Bildlicher Vergleich:
Der Querschnitt der Laufbuchsen und der Kolben des Motors hat die Form eines Langlochs.

Im 90-Grad-V4-Viertaktmotor arbeiten vier Ovalkolben auf jeweils zwei Pleueln aus Titan. Die vier obenliegenden Nockenwellen werden über eine rechtsseitig sitzende Zahnradkaskade von der Kurbelwelle angetrieben. Die Gemischbildung erfolgt über eine elektronische Saugrohreinspritzung. Das Steuergerät ist frei programmierbar. Das Getriebe ist in Kassettenbauweise ausgeführt. Somit kann die Abstufung geändert werden, ohne den Motor zerlegen zu müssen. Der Kraftschluß geschieht mit einer Anti-Hopping-Kupplung.
Fahrwerk
Das Fahrwerk besteht aus einem Leichtmetall-Brückenrahmen. Das Vorderrad wird von einer Upside-Down-Gabel mit 45 mm Standrohrdurchmesser geführt und das Hinterrad von einer Einarmschwinge aus Leichtmetallguss mit Zentralfederbein.

## Technische Daten
| Baujahre             | 1991–1992                                                                                            |                                                 |                                                 |
| Motor                | flüssigkeitsgekühlter 90-Grad-V4-Viertakt-Ottomotor mit Ovalkolben (a)                               |                                                 |                                                 |
| Ventilsteuerung      | DOHC-Ventilsteuerung, 32 Ventile (8 Ventile pro Zylinder)                                            |                                                 |                                                 |
| Bohrung              | 101,2 × 50,6 mm (entspricht einer Bohrung von 75,3 mm)                                               |                                                 |                                                 |
| Hub                  | 42 mm                                                                                                |                                                 |                                                 |
| Hubraum              | 747,5 cm³                                                                                            |                                                 |                                                 |
| Nennleistung         | 92 kW (125,1 PS) bei 14000/min                                                                       |                                                 |                                                 |
| max. Drehmoment      | 71 Nm bei 11500/min                                                                                  |                                                 |                                                 |
| Gemischaufbereitung  | Elektronische Kraftstoffeinspritzung mit 8 Drosselklappen (Ø 38 mm)                                  |                                                 |                                                 |
| Motorschmierung      | Nasssumpfschmierung (Ölmenge 3,9 l)                                                                  |                                                 |                                                 |
| Kupplung             | Lamellenkupplung im Ölbad, hydraulisch betätigt                                                      |                                                 |                                                 |
| Getriebe             | 6-Gang-Getriebe, klauengeschaltet                                                                    |                                                 |                                                 |
| Sekundärübersetzung  | 16/40                                                                                                |                                                 |                                                 |
| Endantrieb           | Kette (525er Teilung)                                                                                |                                                 |                                                 |
| Rahmen               | Brückenrahmen aus Leichtmetall                                                                       |                                                 |                                                 |
| Maße (L × B × H)     | 2085 × 890 × 1090 mm                                                                                 |                                                 |                                                 |
| Radstand             | 1435 mm                                                                                              |                                                 |                                                 |
| Sitzhöhe             | 785 mm                                                                                               |                                                 |                                                 |
| Radaufhängung vorn   | Upside-down-Teleskopgabel mit 45 mm Durchmesser, in Druck- und Zugstufe einstellbar, Federweg 120 mm |                                                 |                                                 |
| Radaufhängung hinten | Einarmschwinge aus Leichtmetall, in Druck- und Zugstufe einstellbar, Federweg 120 mm                 |                                                 |                                                 |
| Felgengröße vorn     | 3,50 × 16″                                                                                           |                                                 |                                                 |
| Felgengröße hinten   | 5,50 × 17″                                                                                           |                                                 |                                                 |
| Bereifung vorn       | 130/70 ZR 16                                                                                         |                                                 |                                                 |
| Bereifung hinten     | 180/55 ZR 17                                                                                         |                                                 |                                                 |
| Bremse vorn          | Zweischeibenbremse, Ø 310 mm Durchmesser mit 4-Kolben-Sätteln                                        |                                                 |                                                 |
| Bremse hinten        | Einscheibenbremse, Ø 220 mm mit 2-Kolben-Sattel                                                      | Einscheibenbremse, Ø 220 mm mit 2-Kolben-Sattel | Einscheibenbremse, Ø 220 mm mit 2-Kolben-Sattel |
| Trockengewicht       | 222 kg                                                                                               |                                                 |                                                 |
| Tankinhalt           | 17 l                                                                                                 |                                                 |                                                 |